# Joni Ernst
Joni Ernst, właśc. Joni Kay Ernst (ur. 1 lipca 1970 w Red Oak, Iowa) – amerykańska polityczka, senator ze stanu Iowa od roku 2015, członek Partii Republikańskiej.